# Minyomerus cracens
Minyomerus cracens (лат.) — вид жуков-долгоносиков рода Minyomerus из подсемейства Entiminae. Северная Америка.

## Распространение
США, Нью-Мексико, Техас (пустыни и аридные регионы).

## Описание
Мелкие жуки-долгоносики, длина самок от 4,29 до 5,69 мм; длина рострума (хоботка) 0,46–0,73 мм. Самцы имеют длину 3,86–4,18 мм. Отличается пунктировкой на надкрыльях и строением гениталий. Основная окраска тела от темно-коричневой до чёрной.
Покровы несут прижатые чешуйки (мелкие и беловатые и коричневые), которые имеют субокруглую форму и сзади перекрываются; голова направлена немного вентрально; задние лапки короче, чем задние голени; на всех лапках отсутствуют подушечки щетинок, но имеются толстые щипики.  
Ассоциированы с такими растениями, как Gutierrezia sp., Gutierrezia sarothrae (Asteraceae). Личинки предположительно питаются на корнях растений. 
Вид впервые описан в 2015 году американскими энтомологами Майклом Янсеном (Michael Andrew Jansen) и Нико Францем (Nico M. Franz; Arizona State University, Темпе, США).